# Dechen Shak-Dagsay
Dechen Shak-Dagsay cantante suiza de mantras tibetanos, nacida en Katmandú, Nepal en 1959, hija del Venerable Dagsay Tulku. Desde 1963, reside en Suiza.
Durante su infancia y adolescencia estudió la música y la danza del Tíbet, pero acabó graduándose en la Escuela de Comercio de Suiza en 1979 y ejerciendo de ejecutiva de marketing en Zúrich, puesto que más tarde dejaría en 2001 para dedicarse por entero a la música.
Está casada con el Dr. Kalsang Thutop Shak, con quien tiene dos hijos.
En 2002, firmó un contrato con PolyglobeMusic Austria y con New Earth Records para la difusión de sus discos en América del Norte.
En mayo de 2006, Dechen acompañó a la televisión pública suiza en un proyecto humanitario en el Tíbet, este documental tiene como fecha de emisión en "DOK" el 27 de noviembre de 2006 a las 22.20.

## Discografía
- 1999 - Dewa Che: The Universal Healing Power of Tibetan Mantras.
- 2002 - Shi De: A Call For World Peace.
- 2004 - Dcham Sem. Inner peace through the power of compassion. CD Polyglobe Music 10405
- 2006 – Tara Devi. Inner journey toward ultimate happyness. CD Polyglobe Music 10601
- 2007 – Spirit of Compassion. The power of tibetan mantras – The Best of. CD Polyglobe Music 10821
- 2009 – A Call for Worldpeace. A Two Track Live Recording
- 2009 – Dechen Shak-Dagsay & Andreas Vollenweider, simple
- 2009 – Bodhicitta. Sencillo
- 2009 – Beyond. Buddhist and Christian Prayers. Tina Turner con la autora y Regula Curti
- 2010 – Jewel
- 2011 – Children Beyond. Tina Turner con la autora y Regula Curti
- 2014 – Love Within – Beyond. Tina Turner con la autora, Regula Curti y Sawani Shende-Sathaye
- 2015 – Day Tomorrow

DVDpráctica de la meditación tibetana con la autora
- Die Elemente. DVD 1. Polyglobe Music&Media 40510
- Lebensqualität. DVD 2. Polyglobe Music&Media 40511
- Innerer Frieden. DVD 3. Polyglobe Music&Media 40512

Documental
- Daheim in zwei Welten. SFR-3sat. Polyglobe Music&Media 40710